# SuperFerry 14
Die SuperFerry 14 war eine philippinische RoPax-Fähre, die am 27. Februar 2004 nach einem Bombenanschlag der Abu Sayyaf in Brand geriet und sank. Dabei kamen 116 Passagiere und Besatzungsmitglieder zu Tode. Es war der opferreichste Bombenanschlag in der Geschichte der Philippinen.

## Geschichte
Das Schiff wurde 1981 als White Sanpo 2 bei der Werft Hayashikane Shipbuilding & Engineering Company in Shimonoseki für die japanische Reederei Sanpo Kaiun KK in Imabari gebaut. Im Februar 1981 lief das Schiff mit der Baunummer 1240 vom Stapel und im Juni 1981 wurde es in Fahrt gesetzt. Im Jahr 2000 veräußerte man die Fähre an WG & A Jebsens in Manila, die das Schiff in SuperFerry 14 umbenannten.
In der Nacht vom 26. auf den 27. Februar 2004 befand sich die Fähre mit etwa 900 Personen an Bord rund 1,5 Stunden nach dem Auslaufen auf einer Reise von Manila nach Bacolod City auf Höhe der Insel Corregidor, als gegen 00:50 Uhr eine in einem Fernsehgerät versteckte Bombe detonierte und das Schiff in Brand setzte. Das Schiff sank daraufhin. 63 Personen starben direkt durch die Explosion der aus rund vier kg TNT bestehenden Bombe, weitere 53 Personen blieben später vermisst.
Das mutmaßlich tatbeteiligte Jainal Antel Sali junior wurde im Januar 2007 auf der Insel Jolo von Militäreinheiten gestellt und bei einem Feuergefecht getötet.